# R・I・O・T
『R・I・O・T』（ライオット）は、2018年12月12日に発売されたRAISE A SUILENのデビューシングルである。1stアルバム「THE THIRD（仮）1st ライブ」が「THE THIRD（仮）」名義でのリリースのため、RAISE A SUILENとしてのシングルおよびアルバムリリースは今作が初となる。
今作の表題曲である「R・I・O・T」は、テレビアニメ『BanG Dream!』第2期第10話の挿入歌に起用され、2018年9月2日から11月25日までの土日祝に実施された「バンドリーマー感謝キャラバン」の配布CDに収録された同曲のフルサイズバージョンを音源化している。また、同日に発売されたPoppin’Partyの12thシングル『キズナミュージック♪』、Roseliaの7thシングル『BRAVE JEWEL』との3タイトル同時購入特典としてカバー曲のゲームサイズバージョンを収録した『カバー曲（game size ver.）サンプラーCD』が配布された（CD収録曲は特典CD項を参照）。
カップリングの「UNSTOPPABLE」はアニメ『カードファイト!! ヴァンガード（2018年版）』エンディングテーマに起用された。
初回生産特典として、「BanG Dream! 7th☆LIVE」の先行抽選申込券が封入される。

## 作品背景・楽曲内容
ボーカル兼ベーシストのRaychellはMikikiとのインタビューの中で、「R・I・O・T」の音楽性を「EDMロック・サウンド」と称し、バンドにDJがいるからこそ成り立つサウンドであると述べている。Raychllは「私たちは以前から個々で音楽をやっていたのでそこから滲み出る〈ワルさ〉と言いますか、そこに綺麗なキーボードとDJの遊びもあって出来た音かなと。」と述べている。また、同楽曲の歌詞の内容について、Raychellは自分たちがこの先向かうステージそのものが描かれていると説明しており、レコーディングにおいてはその表現を意識したと話している。
カップリング曲の「UNSTOPPABLE」は、バンドが最初に収録にのぞんだ楽曲であり、心の中の欲求や感情がよく表れた曲だとされている。RaychllはMikikiとのインタビューの中で、歌も演奏も難しかったが、聴いた者の感情を引き出すだけのパワーがあると思うと述べている。

## パフォーマンス
2021年のツアーライブ「BE LIGHT」のセットリストには「UNSTOPPABLE」と「R・I・O・T」が組み込まれた。このうち、「UNSTOPPABLE」は、冒頭でRaychellがピアノの伴奏をバックに1フレーズ歌い、そこから全員が演奏を開始するという方式が取られた。
また、同年秋に行われたMorfonicaとの合同ライブでは、この2バンドで「UNSTOPPABLE」と「flame of hope」が披露された。

## 収録曲

### 生産限定盤・通常盤共通
全作詞：織田あすか*、全編曲：菊田大介*
1. R・I・O・T
  - 作曲：上松範康*
2. UNSTOPPABLE
  - 作曲：藤田淳平*
3. R・I・O・T（instrumental）
4. UNSTOPPABLE（instrumental）

### Blu-ray（生産限定盤のみ）
- THE THIRD（仮） 1st ライブ

1. That Is How I Roll!（OA：Afterglow）
2. しゅわりん☆どり〜みん（OA：Pastel*Palettes）
3. パスパレボリューションず☆（OA：Pastel*Palettes）
4. えがおのオーケストラっ！（OA：ハロー、ハッピーワールド！）
5. Don't be afraid!（OA：Glitter*Green）
6. ゆら・ゆらRing-Dong-Dance（OA：Pastel*Palettes）
7. Hey-Day狂騒曲（カプリチオ）（OA：Afterglow）
8. Scarlet Sky（OA：Afterglow）
9. ゴーカ！ごーかい！？ファントムシーフ！（OA：ハロー、ハッピーワールド！）
10. R・I・O・T
11. That Is How I Roll!（OA：Afterglow）
12. R・I・O・T